# Patrick Bauchau
Patrick Bauchau (Bruselas, 6 de diciembre de 1938) es un actor belga de amplia carrera cinematográfica, conocido, entre otros, por su papel en la película de James Bond de 1985, A View to a Kill. Ha interpretado a Sydney (mentor de Jarod) en la serie de televisión The Pretender y al Doctor Rowan Chase, padre del Doctor Robert Chase, en la serie House.

## Primeros años
Hijo de Henry Bauchau, un administrador de escuela, abogado, editor, escritor y psicoanalista que sirvió como oficial en la resistencia belga durante la Segunda Guerra Mundial, y de Mary Kozyrev, administradora de escuela y editora de origen ruso. Fue criado en Bélgica, Suiza e Inglaterra.
Asistió a la Universidad de Oxford con una beca académica y habla alemán, francés, inglés, español, italiano y un poco de ruso y holandés.

## Carrera
Bauchau comenzó su carrera en el cine en la nouvelle vague francesa, actuando en dos películas de Éric Rohmer, La carrera de Suzanne (1963) y La coleccionista (1967). También participó en el nuevo cine alemán en películas como Der Stand der Dinge (1982) de Wim Wenders.
Bauchau es conocido por sus papeles en la televisión estadounidense. Bauchau ha participado en muchos diferentes programas de televisión y películas, incluyendo A View to a Kill como Scarpine, The Pretender, El despertar de Sharon, La habitación del pánico, Carnivàle, Ray, Alias, House, 24 y 2012. En 1987, se lo consideraba para el papel del capitán Jean-Luc Picard en Star Trek: La nueva generación. En 1989 actuó como el asesino en Columbo: Murder: A Self Portrait.
En 2007 Bauchau tomó el papel protagónico en la película biográfica The Gray Man, un thriller acerca de los impactantes crímenes del sado-masoquista asesino en serie, violador y caníbal estadounidense Albert Fish. En 2009, apareció como estrella invitada en el show de ABC Castle. Para películas, a menudo realiza el doblaje francés de sus personajes, ya que es hablante nativo de francés. En 2011, Bauchau fue un invitado especial en la serie Burn Notice.

## Vida personal
Está casado con la hermana de Brigitte Bardot, Mijanou Bardot, y vive en Los Ángeles.

## Filmografía selecta
- La Carrière de Suzanne (1963)
- La coleccionista (1967)
- Tuset Street (1968)
- Entre nosotras (1983)
- Phenomena (1985)
- A View to a Kill (1985)
- Lola (1986)
- Asesinato, autorretrato. TV. Colombo, Ep.50 (1989)
- Las cadenas del deseo (1992)
- Historias de Lisboa (1994)
- Secretary (2002)
- La habitación del pánico (2002)
- De fem benspænd (2003)
- Extraordinary Measures (2009)
- 2012 (2009)
- Get the Gringo (2012)